# Prionotalis
Prionotalis is een geslacht van vlinders van de familie grasmotten (Crambidae).

## Soorten
- P. africanellus (Strand, 1909)
- P. balia (Tams, 1932)
- P. friesei Błeszyński, 1963
- P. peracutella Hampson, 1919